# Robert Madelin

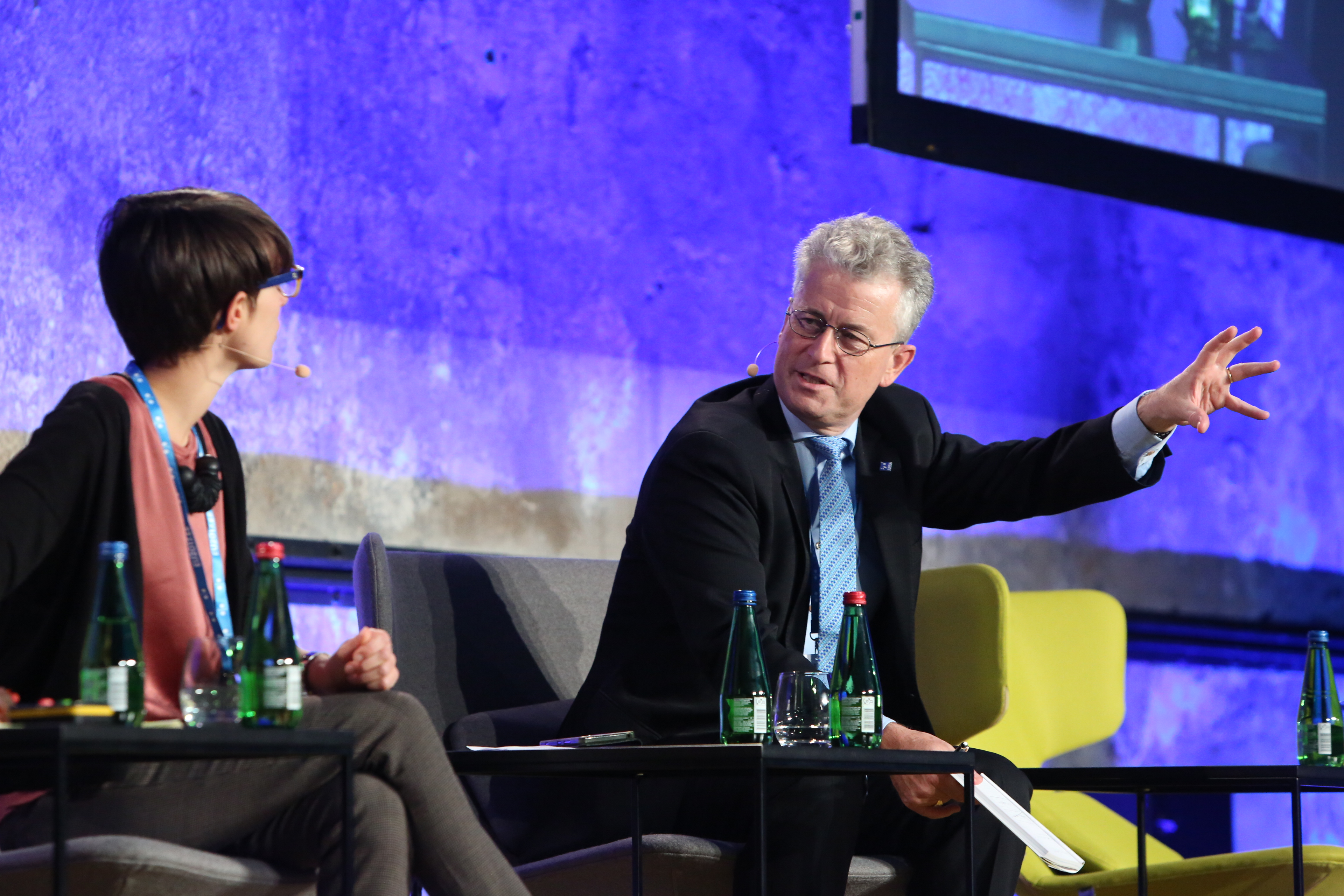
Madelin 2017

Paul Robert Madelin (* 1957) ist ein britischer EU-Beamter. Von 2012 bis 2015 war er Generaldirektor der Generaldirektion Kommunikationsnetze, Inhalte und Technologien der Europäischen Union.
Robert Madelin besuchte die Schule in High Wycombe und studierte Französisch und Geschichte am Magdalen College der University of Oxford. Danach trat er 1979 in die britische Verwaltung ein.
Madelin wechselte 1993 in den Dienst der Europäischen Kommission. Bis 1997 gehörte er dem Kabinett des Vizepräsidenten Leon Brittan an. Von 1997 bis 2003 war er Direktor in der Generaldirektion Handel und wechselte im Januar 2004 als Generaldirektor in die Generaldirektion Gesundheit und Verbraucherangelegenheiten. 2010 übernahm Madelin die Leitung der Generaldirektion Informationsgesellschaft und Medien und schließlich im Juli 2012 die Generaldirektion Kommunikationsnetze, Inhalte und Technologien. Von hier wechselte er 2015 als Sonderberater für Innovation zum Europäischen Zentrum für politische Strategie (EPSC), bis er im Juli 2016 aus dem Dienst der Kommission ausschied.
Seit Oktober 2016 leitet Robert Madelin den Think Tank FIPRA International mit Sitz in Brüssel.